# Frank Clarke (calciatore)
Frank James Clarke (Willenhall, 15 luglio 1942 – 3 giugno 2022) è stato un calciatore inglese, di ruolo difensore.

## Biografia
I suoi fratelli minori Allan, Derek, Kelvin e Wayne sono stati a loro volta dei calciatori professionisti: l'unico dei 4 a non aver mai giocato in prima divisione è Kelvin; Frank è inoltre l'unico dei 5 fratelli a non aver mai giocato con il Walsall (club professionistico dell'omonima città nei cui dintorni si trova Willenhall, cittadina di cui sono originari i fratelli Clarke).

## Carriera
Tra il 1961 ed il 1968 gioca regolarmente da titolare (188 presenze e 77 reti in partite di campionato) in Third Division con lo Shrewsbury Town, con cui nella stagione 1967-1968 sfiora anche la promozione in seconda divisione, arrivando terzo in campionato ad un punto dal secondo posto. Nell'estate del 1968 passa al QPR, club neopromosso in prima divisione, con cui realizza 5 reti in 23 partite di campionato; a seguito dell'ultimo posto in classifica il club retrocede però in seconda divisione, categoria nella quale Clarke nell'arco di un anno e mezzo (fino al dicembre del 1970) mette a segno 12 reti in 44 presenze: passa quindi all'Ipswich Town, con cui nella seconda parte della stagione 1970-1971 segna 2 reti in 7 presenze in prima divisione. Resta nel club per 2 ulteriori stagioni, la prima delle quali da titolare (37 presenze ed 8 reti, a cui seguono le 21 presenze e 4 reti della stagione 1972-1973), per poi passare al Carlisle Utd, con cui nella stagione 1973-1974 conquista la prima promozione in prima divisione nella storia del club. L'anno seguente, concluso con una retrocessione, lo vede comunque stabilmente parte della formazione titolare, con 31 presenze e 4 reti all'attivo. Resta poi nel club fino al termine della stagione 1977-1978, giocando sempre in seconda divisione tranne che nella stagione 1977-1978 (la sua ultima in carriera), trascorsa nel campionato di Third Division.